# Vault (Organell)

Struktur des Vault-Komplexes aus der Rattenleber, Seitenansicht.

Vault oder zytoplasmatisches (bzw. zytoplasmisches) Ribonukleoprotein Vault ist die Bezeichnung für bestimmte eukaryotische Organellen, deren Funktion nicht vollständig geklärt ist.
Bei den Vaults handelt es sich um im Zytoplasma von Eukaryoten befindliche Organellen.
Sie wurden 1986 entdeckt, als die Zellbiologin Nancy Kedersha und der Biochemiker Leonard Rome von der University of California, Los Angeles (UCLA) sie aus der Leber von Ratten isolierten.
Die Vaults erscheinen bei Negativfärbung (englisch negative staining) unter dem Elektronenmikroskop als tonnen- oder fassförmige Partikel mit einer 39-fachen diskreten Dreh- und Inversionssymmetrie (D39d in Schoenflies-Notation). Ihre Feinstruktur ähnelt den Gewölbebögen einer gotischen Kathedrale (mit zwei aufeinandergesetzten Kuppelhälften), wovon sich ihre Bezeichnung ableitet (englisch vault ‚Gewölbe‘).
Sie kommen in vielen Arten eukaryotischer Zellen vor und scheinen in dieser Domäne stark konserviert zu sein.
Nicht bei allen Organismen konnte im Innern dort gefundener Vaults tatsächlich ein Nukleinsäure-Anteil (Vault-RNA, vRNA) nachgewiesen werden.

## Gestalt und Aufbau

### Morphologie
Vaults sind vergleichsweise große Partikel aus Ribonukleoprotein; etwa dreimal so groß wie die ebenfalls aus Ribonukleoprotein bestehenden (eukaryotischen) Ribosomen und haben eine Masse von etwa 13 MDa (Mega-Dalton).
Sie kommen in den meisten eukaryotischen Zellen, insbesondere bei allen höheren Eukaryonten (wie Tieren, Pflanzen und Pilzen) vor.
Die Färbung mit herkömmlichen Techniken ist erschwert durch den Umstand, dass die Vaults in erster Linie aus Proteinen bestehen.
Während ihre Größe aufgrund von konventioneller Elektronenmikroskopie (englisch conventional transmission electron microscopy, CTEM) mit Negativfärbung ursprünglich auf 35 × 35 × 65 nm geschätzt wurde und sie im Rastertransmissionselektronenmikroskopie (STEM) 35 × 35 × 59 nm groß erscheinen, wurden diese Angaben mit Hilfe der Kryoelektronenmikroskopie (Cryo-EM) von ursprünglich 35 × 35 × 59 nm auf 41 × 41 × 72,5 nm verfeinert. Die Vaults sind damit die größten bekannten Nukleoproteinstrukturen mit nicht-ikosaedrischer Symmetrie (übertroffen nur von Nukleoproteinen bei Viren mit ikosaedrischer Symmetrie).
Die Vault-Proteine bilden im Innern einen Hohlraum; die äußere Hülle oder Schale (englisch outer shell) hat dabei eine Wandstärke von 1,5 bis 2,4 nm.
Ihre beiden symmetrischen Hälften („Kuppelhälften“) bestehen je aus drei Teilen, die einen Körper (englisch body), eine Schulterregion (Plexus) und eine Kappe (englisch cap) bilden.
Die Kappenhöhe beträgt ∼15,5 nm, der Außendurchmesser erreicht ∼13 nm.

### Proteinstruktur (MVP)

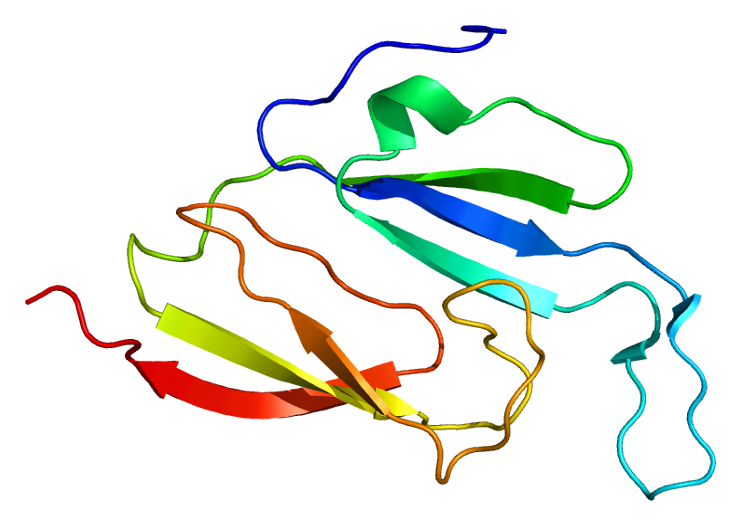
Struktur des MVP (Major vault protein), vorhergesagt auf Basis von PyMOL

Die Proteinstruktur des „Körpers“ besteht aus einer äußeren Hülle aus insgesamt 78 (je Hälfte 39) Kopien des 95,8 kDa (Kilodalton) großen Vault-Hauptproteins (en. major vault protein, MVP), das etwa 70 % des gesamten Proteins der Partikel ausmacht.
Die MVP-Untereinheiten sind Kopf-an-Kopf zusammengesetzt, wobei die N-Termini jeder Kuppelhälfte einander gegenüberliegen.
Entsprechend der Form der Vault-Hälfte faltet sich das MVP vom N-Terminus zum C-Terminus in folgende Untereinheiten: neun sich wiederholende Strukturdomänen (R1-R9) inklusive der Schulterdomäne (R1) im sich verjüngenden Abschnitt; dazu im Bereich der Kappe eine „Cap-Helix-Domäne“ und eine „Cap-Ring-Domäne“ (in 39 Kopien in jeder der beiden Kappen).
Die Strukturdomänen R8 und R9 bestehen aus fünf antiparallelen β-Faltblättern, die mit S1 bis S5 bezeichnet werden.
Die anderen sieben Strukturdomänen (R1 bis R7) haben zwei zusätzliche β-Faltblätter (S2a und S2b), die zwischen S2 und S3 eingefügt sind.
Die Schulterregion faltet sich zu einer einzigen globulären α/β-Domäne mit 4 antiparallelen β-Faltblättern auf einer Seite und vier α-Helices auf der anderen Seite. Offenbar befinden sich im Schulterbereich die Elemente, die für die Interaktion des Vaults mit Lipid-Rafts verantwortlich sind.

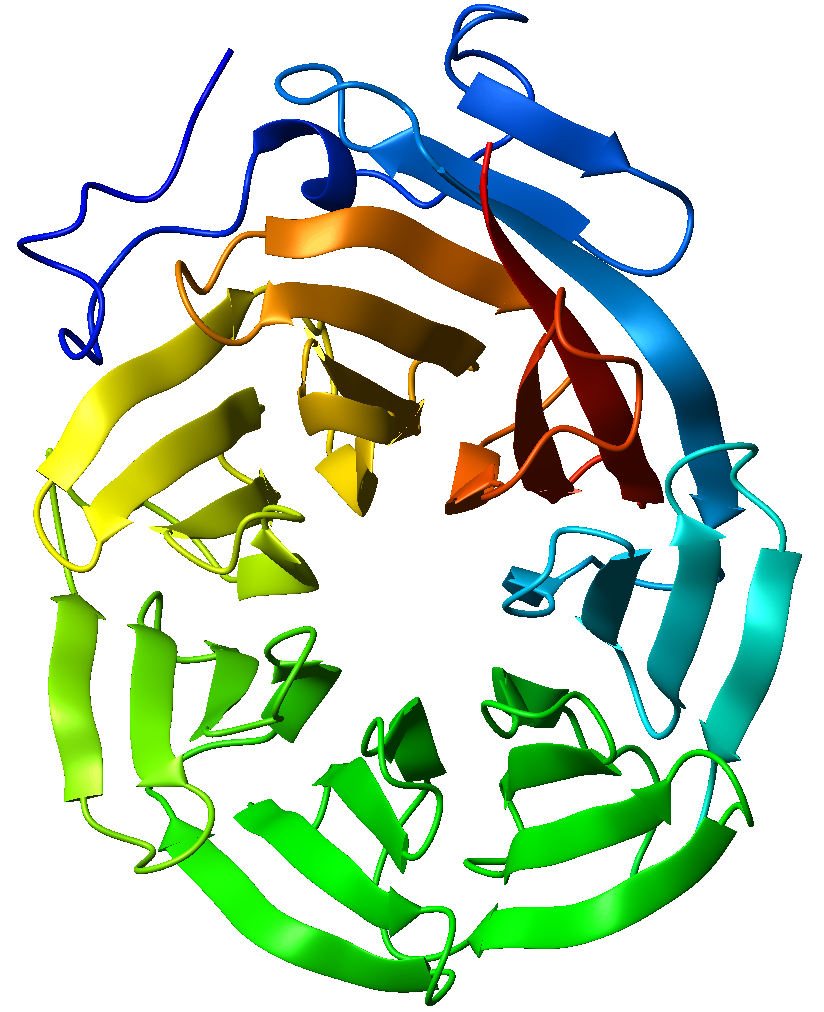
Beispiel einer C-terminalen WD40-Domäne (hier von Tup1, einem transkriptionellen Corepressor in Hefe), die eine 7-blättrige β-Propeller-Faltung aufweist. Das Band ist von blau (N-Terminus) nach rot (C-Terminus) gefärbt.

Die Cap-Helix-Domäne faltet sich zu einer α-Helix mit 42 Turns, die in eine Superspirale passt. Die Cap-Ring-Domäne befindet sich am Ende der Kappe und bildet eine U-förmige Struktur mit spiralförmigen Elementen an beiden Enden.

### Proteinstruktur (andere)
Im Inneren der Partikel befinden sich zwei assoziierte Vault-Proteine, TEP1 (Telomerase-assoziiertes Protein 1) und VPARP alias Poly-(ADP-Ribose)-Polymerase 4 (PARP4). TEP1 hat eine Größe von 290 KDa und VPARP von 193 KDa.
Das TEP1-Protein scheint sich an der Spitze des flachen Teils der Kappe zu befinden, wo seine WD40-Domäne eine ringförmige 7-blättrige β-Propeller-Faltung (englisch 7-bladed beta-propeller fold) bildet. Dieser TEP1-Ring und bindet an die Cap-Domäne, wobei ein bestimmter Typ der vRNA die Cap-Domäne füllt. Der N-terminale Teil von TEP1 enthält 4 sich wiederholende Domänen mit unklarer Funktion, eine RNA-Bindungsdomäne und eine ATP/GTP-Bindungsdomäne. Man konnte zeigen, dass TEP1 mit Telomerase-RNA und verschiedenen humanen vRNAs interagiert.
VPARPs befinden sich hauptsächlich in der Vault-Kappe.

### vRNAs
Vaults aus höheren Eukaryonten enthalten auch eine oder mehrere kleine Vault-RNAs (vRNAs, auch vtRNAs) mit 86–141 nt (Nukleinbasen). Die vRNAs befinden sich in den Kappen an den Enden der Vaults. Die Gesamt-Masse der RNA im Vault wird auf 460 kDa geschätzt. Die nicht-kodierende RNA der multiresistenten Vaults kodiert für mehrere regulatorische kleine RNAs (englisch regulatory small RNAs).

## Funktion
Die Funktion der Vaults ist noch nicht vollständig aufgeklärt, sie werden aber mit den Kernporenkomplexen Kernporen (en. nuclear pore complex, NPC) in Verbindung gebracht. Insbesondere ihre achteckige Form scheint dies zu unterstützen. Darüber hinaus werden Vaults mit einem breiten Spektrum von Zellfunktionen in Verbindung gebracht, darunter der Transport zwischen Zellkern und Zytoplasma (englisch nuclear-cytoplasmic transport), die mRNA-Lokalisierung, der Resistenz gegenüber Medikamenten, der Signalübertragung (englisch cell signaling), dem Zusammenbau (Assemblierung) der Kernporen und angeborener Immunität. Die drei Vault-Proteine (MVP, VPARP und TEP1) wurden jeweils einzeln und in Kombination (etwa VPARP und TEP1) bei Mäusen ausgeschaltet (siehe „Knockout-Maus“). Alle Knockout-Mäuse sind lebensfähig, und es wurden keine größeren phänotypischen Veränderungen beobachtet. Dictyostelium kodiert für drei verschiedene MVPs, von denen zwei einzeln und in Kombination ausgeschaltet wurden. Die einzige Abweichung im Phänotyp, die bei dem Doppel-Knockout von Dictyostelium beobachtet wurde, war eine Wachstumsverzögerung unter Ernährungsstress. Die Schlussfolgerung war, dass wenn Vaults tatsächlich an essenziellen zellulären Funktionen beteiligt sein sollten, dann existieren wahrscheinlich redundante Systeme, die ihren Verlust ausgleichen können.

## Zusammenhang mit Krebs
In den späten 1990er Jahren fand man heraus, dass bei Krebspatienten, bei denen eine Multiresistenz (d. h. eine Resistenz gegen viele Chemotherapien) diagnostiziert wurde, die Vaults (insbesondere das MVP) übermäßig stark ausgeprägt waren. Auch wenn dies nicht beweist, dass eine erhöhte Anzahl von Vaults zu einer Arzneimittelresistenz führt, deutet dies auf eine gewisse Beteiligung hin. Möglicherweise gibt es hier ein Potenzial, die Mechanismen hinter der Arzneimittelresistenz in Tumorzellen zu erforschen und in der Folge Krebsmedikamente zu verbessern. Einen Hinweis darauf gibt die Entdeckung, dass die Phosphatase PTEN (englisch Phosphatase and Tensin homolog) in HeLa-Zellen mit den Vault-Partikeln assoziiert ist. Eine neuere Studie zum Zusammenhang von Vaults und Krebs von Lara et al. erschien 2011.

## Entwicklungsgeschichte und Konservierung
Vaults wurden bei Säugetieren, Amphibien, Vögeln und dem Schleimpilz Dictyostelium discoideum identifiziert. Das von der Pfam-Datenbank verwendete Vault-Modell identifiziert Homologe in Paramecium tetraurelia, Kinetoplastida, vielen Wirbeltieren, einem Nesseltier (Seeanemone), Mollusken, Trichoplax adhaerens, Plattwürmern (Echinococcus granulosus) und Choanoflagellaten.
Vaults wurden bei vielen eukaryotischen Arten beobachtet, allerdings scheinen einige Arten kein Ribonukleoprotein zu besitzen. Dazu gehören:
- Arabidopsis thaliana (Ackerschmalwand, eine Pflanze aus der Familie der Brassicaceae, zu der Kohl, Rüben, Raps, Senf, Meerrettich, Kresse, … gehören)
- Caenorhabditis elegans (ein Fadenwurm)
- Drosophila melanogaster (Taufliege)
- Saccharomyces cerevisiae (Backhefe)

Diese vier Arten sind Modellorganismen für Pflanzen, Fadenwürmer, Tiergenetik bzw. Pilze. Trotz dieser Ausnahmen lässt der hohe Grad an Ähnlichkeit der Vaults bei den Organismen, bei denen sie gefunden wurden, auf eine gewisse evolutionäre Bedeutung schließen.
Bei Sequenzvergleichen in den Gendatenbanken (in silico) wurden Homologe des wichtigsten Vault-Proteins (MVP) auch in Bakterien gefunden; Cyanbakterielle Sequenzen scheinen darunter am ähnlichsten zu sein. Auch mit Pfam lassen sich derartige Homologe identifizieren. – Siehe auch den PrePrint von Tymofii Sokolskyi (2019).

## Anwendungen
Das Rome-Labor an der UCLA (University of California, Los Angeles) hat mit einer Reihe von Gruppen zusammengearbeitet, um das Baculovirus-System zur Herstellung großer Mengen von Vaults zu nutzen. Wenn das Haupt-Vault-Protein (MVP) in Insektenzellen exprimiert wird, werden die Vault-Partikel auf Polyribosomen im Zytoplasma zusammengebaut. Durch den Einsatz molekulargenetischer Techniken zur Veränderung des Gens, das für das MCP kodiert, wurden Vault-Partikel hergestellt, an deren Sequenz chemisch aktive Peptide gebunden sind. Diese modifizierten Proteine werden in das Innere der Vault-Partikels eingebaut, ohne deren Grundstruktur zu verändern. Proteine und Peptide können alternativ auch in Vaults verpackt werden, indem eine vom VPARP-Protein abgeleitete „Verpackungsdomäne“ (englisch packaging domain) angehängt wird. Es wurde so eine Reihe modifizierter Vault-Partikel hergestellt. Damit wurde getestet, ob Vaults biotechnologisch so verändert werden können, dass sie in einer Vielzahl biologischer Anwendungen eingesetzt werden können, z. B. zur Verabreichung von Medikamenten, als biologische Sensoren, zur Verabreichung von Enzymen, bis hin zur kontrollierten Freisetzung (englisch controlled release; verzögerte, langsame Freisetzung eines Medikaments etc. nach der eigentlichen Verabreichung) und der Umweltsanierung. Beispielsweise wurde ein Vault mit einem Chemokin verpackt, um das Immunsystem zur Bekämpfung von Lungenkrebs zu aktivieren; dieser Ansatz wurde in Phase I getestet.